# Song Meiling
Song Meiling, Soong May-ling (ur. 5 marca 1897 lub 1898 w Szanghaju, zm. 23 października 2003 w Nowym Jorku) – trzecia żona chińskiego przywódcy Czang Kaj-szeka, sama również odgrywająca dużą rolę w życiu politycznym Chin. Jedna z trzech sióstr Song, była spośród nich tą, która kochała władzę.

## Życiorys
Pochodziła z zamożnej rodziny metodystów, jej ojcem był Charles Song. Początkowo uczyła się wraz z siostrą Qingling w szanghajskiej szkole żeńskiej McTyeire. W 1907 roku ojciec wysłał córki do szkoły w USA. Początkowo uczęszczała do Wesleyan College w Macon (Georgia), następnie do Wellesley College (Massachusetts); ukończyła uczelnię w 1917 jako absolwentka filologii angielskiej i filozofii. Ze studiów w USA wyniosła doskonałą znajomość angielskiego i do końca życia świetny kontakt z Amerykanami.
W 1920 roku poznała Czang Kaj-szeka. Wzięli ślub 1 grudnia 1927 roku po tym, jak Czang rozstał się z poprzednią żoną oraz złożył deklarację zmiany wyznania z buddyjskiego na chrześcijańskie.
Po wyjściu za mąż (później znana jako Madame Czang Kaj-szek) zaangażowała się w politykę, była członkiem Yuanu Ustawodawczego (parlamentu) w latach 1930–1932, sekretarzem generalnym Chińskiej Komisji Spraw Aeronautycznych (1936–1938), członkiem Centralnego Komitetu Wykonawczego Kuomintangu (od 1945). Po dojściu męża na szczyty władzy była jego sekretarką, tłumaczką na język angielski oraz doradczynią; w okresie II wojny światowej pracowała nad zbudowaniem międzynarodowej pozycji Czang Kaj-szeka w gronie liderów koalicji antyfaszystowskiej. Zyskała dużą popularność w Chinach i na świecie. Już w 1937 magazyn „Time” przyznał małżeństwu tytuł „Człowieka Roku” (Man and Wife of The Year). 18 lutego 1943 jako pierwszy przedstawiciel narodu chińskiego (oraz druga kobieta w historii) przemawiała przed Kongresem Stanów Zjednoczonych.
Po 1949 roku towarzyszyła mężowi w prowadzeniu działalności politycznej na Tajwanie; była jednocześnie m.in. honorową patronką Międzynarodowego Komitetu Czerwonego Krzyża. Jeszcze pod koniec lat 60. znajdowała się w gronie dziesięciu najbardziej cenionych kobiet w USA.
Czang Kaj-szek zmarł w 1975 roku; jego następcą został syn z pierwszego małżeństwa, Chiang Ching-kuo, z którym Song Meiling nie pozostawała w najlepszych stosunkach. Wdowa wyjechała do swojej posiadłości amerykańskiej w Lattingtown (Long Island, stan Nowy Jork); próbowała powrócić do życia politycznego w 1988 roku, po śmierci Chianga, jednak bez większego powodzenia i ostatecznie osiadła w USA. Ostatni raz była z wizytą na Tajwanie w 1995 roku.
Ostatnie lata życia spędzała z daleka od życia politycznego, zajmowała się m.in. malarstwem; w 2000 roku przedmiotem głośnej debaty politycznej na Tajwanie stał się jej rzekomy list, w którym miała wyrazić poparcie dla kandydata Kuomintangu na prezydenta Lien Chana przeciwko popularniejszemu, startującemu jako niezależny wieloletniemu działaczowi tej samej partii, Jamesowi Soongowi.
W 2000 roku sprzedała swoją posiadłość na Long Island i zamieszkała u swojej siostrzenicy na Manhattanie. Zmarła w wieku 106 (lub 105) lat. Pochowano ją na cmentarzu artystów Ferncliff w Hartsdale w stanie Nowy Jork.